# DEB-Pokal der Frauen 2008

## Modus und Teilnehmer
Der DEB-Pokal der Frauen wurde am 21. und 22. April im nordrhein-westfälischen Grefrath in Turnierform ausgetragen. 
Qualifiziert waren die ersten sechs Teams der Meisterschaft, welche in zwei Gruppen aufgeteilt wurden.
| Gruppe A          | Gruppe A            | Gruppe B          | Gruppe B      |
| ----------------- | ------------------- | ----------------- | ------------- |
| Liga- platzierung | Verein              | Liga- platzierung | Verein        |
| 2                 | ESC Planegg/Würmtal | 1                 | Hamburger SV  |
| 3                 | OSC Berlin          | 4                 | SC Riessersee |
| 6                 | Grefrather EC       | 5                 | EC Bergkamen  |

## Vorrunde

### Gruppe A
| 21. April 2008 | ESC Planegg/Würmtal | 3:4 (1:2, 1:1, 1:1) | OSC Berlin |  |

| 21. April 2008 | OSC Berlin | 4:0 (2:0, 1:0, 1:0) | Grefrather EC Lady Panthers |  |

| 21. April 2008 | ESC Planegg/Würmtal | 3:0 (1:0, 0:0, 2:0) | Grefrather EC Lady Panthers |  |

### Gruppe B
| 21. April 2008 | Hamburger SV | 2:1 (1:0, 0:1, 1:0) | SC Riessersee |  |

| 21. April 2008 | SC Riessersee | 2:4 (0:1, 1:1, 1:2) | EC Bergkamen |  |

| 21. April 2008 | Hamburger SV | 1:0 n. P. (0:0, 0:0, 0:0, 0:0) | EC Bergkamen |  |

## Endrunde

### Spiel um Platz 5
| 22. April 2008 | Grefrather EC | 0:5 (0:0, 0:1, 0:4) | SC Riessersee |  |

### Spiel um Platz 3
| 22. April 2008 | ESC Planegg/Würmtal | 7:0 (1:0, 3:0, 3:0) | EC Bergkamen |  |

### Finale
| 22. April 2008 | OSC Berlin | 5:2 (2:1, 1:1, 2:0) | Hamburger SV |  |

## Endstand
Der OSC Berlin konnte sich zum ersten Male den DEB-Pokal der Frauen sichern.
| Platz | Verein              |
| ----- | ------------------- |
|       | OSC Berlin          |
|       | Hamburger SV        |
|       | ESC Planegg/Würmtal |
| 4.    | EC Bergkamen        |
| 5.    | SC Riessersee       |
| 6.    | Grefrather EC       |